# 楊建華 (1927年)
楊建華（1927年12月13日—1998年5月16日），字毓豪，生於江蘇淮安，清漕运总督杨殿邦后代，北洋大臣杨士骧一分支。台灣法律學者，中華民國前司法院大法官。

## 生平
楊建華僅於幼時讀過四年私塾，十歲入小學四年級，不到一年間，即因日軍侵華而輟學，因此只有小學肄業，後又因家道中落，20歲未滿即任縣政府雇員之職，1947年，因績優升徐州地方法院書記官，次年又調江西九江特種刑庭書記官。來台後於1950年任台東地方法院書記官。1951年參加書記官普考獲第一名，次年調任台灣高等法院書記官。1953年司法官考試榜首。1954年律師考試獲第三名。1955年進入司法官訓練所第1期受訓，次年結業考試亦名列第一。
其後楊建華歷任各級法院法官，並曾任司法行政職務。其著述頗豐，雖無正式學歷，但教育部仍破例以無記名投票方式依其著作肯定其學術貢獻，審定其教授資格，可謂奇人。其與最高法院院長王甲乙、司法院大法官鄭健才於司法官訓練所同期受訓，又同為苦學典範，三人合著有《民事訴訟法新論》一書，而博得「三鼎甲」、「三劍客」的美名。楊建華另與法律學者邱聯恭組成「民事訴訟研究基金會」，該基金會數十年來一直是台灣民事訴訟的研究的前導。楊建華才思敏捷，在當時台灣司法界向有才子之譽，每試必名列前茅之事，固為人所知，但其亦強調勤勞用功之重要性，又因年少失學而自謂受王雲五之鼓勵。其最為人所熟知的專長係民事訴訟法，然而於刑事法、行政法亦多涉獵，並能著述講課，作育英才無數，可謂少數橫跨數領域的台灣法律學者之一。
於1982年遞補為中華民國第四屆司法院大法官，且於1985年連任第五屆司法院大法官的楊建華，也是至目前為止的中華民國大法官中，惟一沒有正式學歷者，不僅空前，以現今教育之發達，也可能是絕後。1994年楊建華接任中國文化大學法學院院長一職，惟其後積勞成疾，於1998年5月16日下午6時15分病逝於院長任內。

## 網路來源
1. ↑  .   [2023-05-09]. （原始内容存档于2023-05-09）.
2. ↑  項程鎮. . 自由時報. 2017-01-25  [2023-05-09]. （原始内容存档于2023-05-09）.
3. ↑  項程鎮. . 自由時報. 2011-10-31  [2023-05-09]. （原始内容存档于2023-05-09）.
4. ↑  楊建華、鄭傑夫. . 台北. 1993. ISBN 9787770299223.